# Райккюла (волость)
Райккюла (эст. Raikküla vald) — бывшая волость в Эстонии, входила в состав уезда Рапламаа. Население — 1587 человек (на 1 января 2012 года), площадь — 224,2 км².

## Населённые пункты
Деревни:
1. Валли
2. Вахакынну
3. Кабала
4. Кайгепере
5. Кео
6. Койксе
7. Кырветагузе
8. Липа
9. Липаметса
10. Лоэ
11. Лыпеметса
12. Метскюла
13. Ныммеметса
14. Ныммкюла
15. Пылма
16. Пурку
17. Пюхату
18. Райккюла
19. Раэла
20. Рийдаку
21. Уммару
22. Яласе